# Epitaph Records
La Epitaph Records  è una etichetta discografica indipendente statunitense con sede ad Hollywood, California, di proprietà di Brett Gurewitz, chitarrista dei Bad Religion.
È la principale casa discografica indipendente del genere punk/hardcore.
Nacque all'inizio degli anni ottanta con lo scopo di pubblicare i lavori del gruppo, in seguito si evolse in una vera e propria etichetta che ebbe un notevole successo negli anni novanta pubblicando gli album di alcuni tra i principali gruppi punk dell'epoca.

## Storia
Nel 1981 l'Epitaph pubblicò la sua prima registrazione, l'EP omonimo dei Bad Religion. Vennero pubblicati l'album d'esordio del gruppo ed un EP dei The Vandals ed Into the Unknown e Back to the Known sempre dei Bad Religion prima di un'interruzione.
L'attività riprese nel 1987 con la pubblicazione dell'esordio delle L7 distribuito da Chameleon Records. Il primo album invece inciso e distribuito fu Suffer dei Bad Religion. Nel 1994 l'Epitaph iniziò a farsi conoscere e ad accrescere la sua fama dentro e fuori le comunità punk con i primi lavori di NOFX, Rancid e Offspring.
Tra tutti i gruppi pubblicati, sono da ricordare i NOFX (che si appoggiano alla Epitaph per il mercato extra-USA, mentre per la diffusione nel mercato americano essi usano l'etichetta Fat Wreck Chords di proprietà del frontman-vocalist e bassista Fat Mike), i Rancid, Pennywise, Millencolin.
Essendo la Epitaph una delle poche case discografiche indipendenti ad avere un mercato europeo, molte case discografiche si appoggiano alla Epitaph Europe per la diffusione nel vecchio continente (vedi per esempio la Anti-).
Inizialmente fu la casa discografica anche degli Offspring, con la quale pubblicarono anche lo storico album Smash, prima che, sull'onda del clamoroso successo, il gruppo punk californiano siglasse l'accordo con la major musicale Sony. Proprio l'album Smash degli Offspring, con oltre 11 milioni di copie vendute, è tuttora il disco più venduto nella storia della musica da un'etichetta indipendente.

## Artisti attuali
- 1208
- 98 Mute
- Agnostic Front
- Alesana
- Architects
- ALL
- Atmosphere
- Bad Religion
- Beatsteaks*
- Better Than a Thousand*
- Blue Stingrays
- The Bouncing Souls
- Brand New*
- Burning Heads*
- Busdriver
- Claw Hammer
- Coffin Break
- Converge
- The Coup
- The Cramps*
- Dag Nasty
- DANGERDOOM
- Daredevils
- Day of Contempt
- Death By Stereo
- Dead Fucking Last
- Descendents*
- Deviates
- The Dillinger Escape Plan
- The Donnas*
- Down by Law
- Downset
- Dropkick Murphys
- The Draft
- Dwarves
- Error
- Escape the Fate
- Eyedea & Abilities
- Falling In Reverse
- Farewell
- Fleshtones*
- From First to Last
- Gallows
- Gas Huffer
- The Get Up Kids*
- Green Day*
- Guttermouth
- Guy Smiley*
- H2O
- Heavens
- Heideroosjes*
- Helmet
- Hepcat
- The Higher
- The Hives
- Hot Water Music
- The Humpers
- I Against I*
- I Am Ghost
- Ikara Colt
- Insted
- Joyce Manor
- The Joykiller*
- L7
- Liberator
- Little Kings
- Looking Up*
- Madball
- Man or Astroman?*
- Matchbook Romance
- The Matches
- Me First and the Gimme Gimmes
- Midget Handjob
- Millencolin
- Motion City Soundtrack
- New Bomb Turks*
- NOFX
- The (International) Noise Conspiracy
- The Offspring*
- Osker
- Our Last Night
- Parkway Drive
- Pennywise
- Pete Philly and Perquisite
- Propagandhi
- Pietasters
- Poison Idea
- Pulley
- Punk-O-Rama (compilation musicali)
- Raised Fist
- Rancid
- Red Aunts
- Refused
- Rich Kids on LSD
- The Robocop Kraus*
- Ruth Ruth
- Sage Francis
- Satanic Surfers
- Seeing Eye Gods
- Set Your Goals
- Shy Kidx
- SNFU
- Some Girls
- The Sound of Animals Fighting
- Sparta*
- The Special Goodness
- Straightfaced
- Sugarcult*
- Suicide Girls
- Ten Foot Pole
- Terrorgruppe*
- The Ghost Inside
- Thelonious Monster
- Tiger Army
- Total Chaos
- Turbonegro
- The Undeclinables*
- Union 13
- Unsound (compilation musicali)
- The Vandals
- Vanna
- Vision
- Voice of a Generation
- Voodoo Glow Skulls*
- Wayne Kramer
- The Weakerthans
- Youth Group
- Zeke
- Zen Guerrilla*

*Gruppi che hanno pubblicato per etichette che si appoggiano alla Epitaph Europe per il mercato europeo (possono avere pubblicato anche per la Epitaph Records)